# Karl Dickson
Karl Dickson (Salisbury, 2 agosto 1982) è un ex rugbista a 15 e arbitro di rugby a 15 inglese, internazionale dal 2019.

## Biografia
Nato a Salisbury e fratello maggiore del rugbista internazionale Lee Dickson, ha iniziato a giocare a Rugby a Barnard Castle, paese in cui ha frequentato le scuole. Si è laureato presso l'Università di Coventry ed è poi stato ammesso presso l'accademia rugbistica dei Bedford Blues. Ha giocato nel ruolo di mediano di mischia per i Bedford Blues per 6 anni, acquisendo oltre 100 presenze, prima di transitare agli Harlequins. L'allora allenatore degli Harlequins, Conor O'Shea, lo definì "uno dei 5 migliori mediani di mischia in Inghilterra".
Nel 2014 ha iniziato ad arbitrare nelle categorie minori contemporaneamente alla sua attività da rugbista. Nei ranghi della federazione inglese, infatti, se non si è nella rosa fissa dei titolari, è possibile infatti giocare e arbitrare contemporaneamente, ma non è possibile arbitrare nelle serie professionistiche. Pur essendo stato convocato più volte dalla nazionale A inglese, non è mai riuscito a ottenere una presenza ufficiale in test match ufficiali, a causa di diversi infortuni. Nel 2017 ha deciso di abbandonare la carriera di rugbista, disputando la sua ultima stagione con gli Harlequins, per poter arbitrare in Premiership.
Il 7 maggio 2019 viene inserito da World Rugby nella lista degli assistenti arbitrali per il mondiale del 2019 in Giappone. Nel corso del torneo è stato designato come assistente in 6 incontri della fase a gironi.
Il 24 ottobre 2020 viene disegnato ad arbitrare il suo primo test match tra due squadre di Tier 1, vinto dalla Francia contro il Galles, in occasione delle National Autumn Series del 2020.
Nel 2021 arbitra il suo primo incontro del Rugby Championship tra Argentina e Sudafrica, vinto dagli springboks per 29 a 10. Nel 2022 e il 2023 è stato designato come arbitro anche nel Sei Nazioni.
Il 13 maggio 2023 ha arbitrato la semifinale dell'edizione 2022-2023 di Premiership Rugby, disputata tra Saracens e Northampton Saints, e vinta dai primi per 38-15. Vanta anche le designazioni nella semifinale di Champions Cup 2021-2022 tra Leinster e Tolosa e nella semifinale di Challenge Cup 2022-2023 tra Tolone e Treviso.
Il 10 maggio 2023 World Rugby annuncia il suo inserimento nell'elenco degli arbitri designati per il mondiale del 2023 in Francia. Nel corso del torneo viene designato come arbitro per 4 incontri della fase a gironi e come assistente in due incontri dei gironi. Designato come primo assistente del quarto di finale tra Galles e Argentina, prende il posto dell'arbitro Jaco Peyper al 16' del primo tempo, in seguito a un infortunio del sudafricano.